# Exomalopsis aequalis
Exomalopsis aequalis är en biart som beskrevs av Timberlake 1980. Exomalopsis aequalis ingår i släktet Exomalopsis och familjen långtungebin. Inga underarter finns listade i Catalogue of Life.